# Croix de liberté du roi Haakon VII
La croix de liberté du roi Haakon VII (en norvégien norvégien : Haakon VIIs Frihetskors) est une médaille créée en Norvège le 18 mai 1945. La médaille est décernée à une personne civile ou militaire norvégienne ou étrangère pour honorer son action exceptionnelle pendant la guerre. Elle occupe le 5e rang dans l'ordre de précédence des décorations norvégiennes.

## Description
La médaille a la forme d'une croix de Malte. En son centre, se trouve un disque rouge avec le monogramme de Haakon VII au-dessus de la lettre V pour « victoire » en argent doré. Sur le dos est gravé « Alt for Norge 7 juni 1945 » (tout pour la Norvège 7 juin 1945) ; le 7 juin est le jour où le roi revenait en Norvège après un exil forcé de cinq ans pendant la Seconde Guerre mondiale. La médaille est accrochée à un ruban bleu avec deux bandes blanches sur les deux côtés.

## Récipiendaires (sélection)
Edward Appleton, Émile Bollaert, Mike Calvert, Lars Christensen, Trygve Nagell, Bert Sas, John Steinbeck.